# 2MASS J1119–1137
2MASS J11193254–1137466 (AB) (غالبا ماتختصر تسميتة إلى 2MASS J1119–1137) هو جرم ثنائي كوكبي الكتلة (جرم كوكبي) يقع على بعد يقدر بنحو 83 سنة ضوئية من الأرض في إتجاة كوكبة الباطية  كتلة نظام 2MASS J1119–1137 مجتمعة تعادل 4 كتلة مشترية .وربما يكون جزءا من تجمع نجوم الشجاع TW المترابطة التي يبلغ عمرها حوالي 10 ملايين سنة.
اكتشف الجرم من قبل فريق من العلماء من كندا والولايات المتحدة وشيلي خلال البحث عن الأقزام البنية الحمراء غير العادية استخدم البحث بيانات من 3 مسوحات فلكية مسح سلووان الرقمي للسماء والمسح الميكروي ثنائي لكامل السماء ومسح الأشعة تحت الحمراء عريض المجال. 2MASS J1119–1137 كان واحدا من اكثرها إحمرارا، ووفقا للباحثين يعتبر أكثر جرم مكتشف إثارة للاهتمام نشرت نتائج البحث في ديسمبر 2015.